# Не поступитися Штейнам
«Не поступитися Штейнам» — кінофільм режисера Марка Закаріна, який вийшов на екрани в 2006 році.

## Зміст
Єврейському хлопчикові виповнилося тринадцять, і його чекає обряд бар-Міцва, після якого за юдейськими традиціями він стане дорослим. А раз людина вступає в зріле життя, то йому належить вирішувати серйозні проблеми. І перший такий виклик стоїть перед героєм вже зараз - помирити свого батька з дідом.

## Ролі
| Актор              | Роль                   |
| ------------------ | ---------------------- |
| Деріл Сабара       | Бенджамін «Бен» Фідлер |
| Джеймі Герц        | Джоанна Фідлер         |
| Джеремі Півен      | Адам Фідлер            |
| Шеріл Гайнс        | Кейсі Нудельман        |
| Марк Джон Джеффріс | Тім                    |
| Том Хайнс          | Церемоніймейстер       |
| Картер Дженкінс    | Закарі «Зак» Штейн     |
| Сандра Тейлор      | Рейлін Штейн           |
| Ларрі Міллер       | Арні Штейн             |
| Міранда Косгроув   | Карен Сассмен          |
| Брітт Робертсон    | Ешлі Грюнвальд         |
| Гаррі Маршалл      | Ірвін Фідлер           |
| Деріл Ганна        | Сенді Фрост            |
| Ніл Даймонд        | Себе                   |
| Доріс Робертс      | Роуз Філдер            |

## Знімальна група
- Режисер — Скотт Маршалл
- Сценарист — Марк Закарін
- Продюсер — А.Д. Оппенхайм, Девід Шарф, Марк Закарін